# Гандербал (округ)
Гандербал (кашм. गांदरबल ज़िला (деванагари), گاندربل ضلع (перс.); англ. Ganderbal) — округ в индийской союзной территории Джамму и Кашмир, в регионе Кашмир. Образован в 2001 году из части территории округа Шринагар. Административный центр — город Гандербал. По данным всеиндийской переписи 2001 года население округа составляло 211 899 человек.

## Административное деление
4 блока: Гандербал, Вакура, Лар и Канган. В каждом блоке панчаяты.

## Политика
2 окружных собрания: Канган и Гандербал.